# Franz Stockhausen
Franz Stockhausen (Guebwiller, 30 gennaio 1839 – Strasburgo, 4 gennaio 1926) è stato un direttore d'orchestra tedesco.

## Biografia
Franz nacque a Guebwiller, fratello del cantante e pedagogo Julius Stockhausen. Dal 1860-1862 studiò al Conservatorio di Lipsia sotto Ignaz Moscheles, Ernst Richter e Moritz Hauptmann.
Dal 1863-1866 fu direttore d'orchestra di Thann, in Alsazia, e dal 1866 al 68, con suo fratello, ad Amburgo. Nel 1868 divenne il direttore della Société de Chant Sacré e della Cattedrale di Strasburgo. Nel 1871 diresse i concerti della Città e del Conservatorio di Strasburgo. Ha rinunciato alla direzione della società corale della chiesa nel 1879. Divenne professore reale nel 1892 e nel 1907 si ritirò dalla vita pubblica.